# A media luz

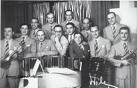
Edgardo Donato și orchestra sa tipică

„A media luz” este un celebru tangou cu muzica de compozitorul, dirijorul și violonistul argentinian Edgardo Donato, pe versuri scrise de poetul uruguayan Carlos César Lenzi. Împreună cu „La Cumparsita” și „El Choclo” este considerat unul din cele mai renumite tangouri.

## Istoric
După relatările scriitorului Francisco García Jiménez, În anul 1924, la o petrecere organizată la Palatul Wilson din Montevideo fusese solicitată participarea orchestrei lui Edgardo Donato, Deoarece acesta nu a reușit să-și strângă orchestra, muzica petrecerii a fost asigurată de Donato personal, cântând la vioară, acompaniat la bandoneon de Bachicha (Juan Bautista Deambroggio). În toiul petrecerii, Donato stinge candelabrul sălii de petrecere strigând: „Petrecerea continuă în semiîntuneric.” Dansatorii au continuat să danseze în sala care nu mai era luminată decât de iluminatul stradal.
Carlos César Lenzi care participa și el la serată, a fost atât de amuzat de cele întâmplate încât a început, încă din acea seară, să scrie versurile tangoului „A media luz”. În seara zilei următoare s-a întâlnit cu Donato rugându-l să compună o muzică adecvată. Donato s-a retras la reședința sa din cartierul Pocitos și după o lună a creat tangoul care, după părerea sa, reproducea farmecul orașului Buenos Aires 
Tangoul a fost inclus în spectacolul ”Su Majestá, la revista” (Majestatea sa, teatrul de revistă) prezentat în premieră la Teatrul Catalunya din Montevideo, fiind interpretat de artista chiliană Lucy Clory.

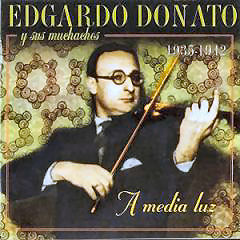
Coperta primei versiuni înregistrate de Edgardo Donato

## Textul tangoului
Textul tangoului arată succint câteva aspecte din viața de desfrâu din orașul Buenos Aires în anii '20 ai secolului XX.
Prima strofă descrie unul dintre apartamentele mobilate care se puteau închiria pe durate scurte pentru întâlniri de dragoste. Apartamentul ipotetic se afla pe Avenida Corrientes, unul dintre cele mai importante bulevarde din Buenos Aires, unde se concentra viața de noapte a orașului. În versurile lui Lenzi se imaginează un loc foarte discret, fără portari sau vecini curioși. Interiorul apartamentului era însă mobilat astfel încât să fie potrivit pentru întâlniri amoroase. Mobila era procurată de la magazinul Maple, o sucursală a firmei engleze de mobilier Maple & Co.,apreciat drept unul dintre magazinele de lux ale orașului. Apartamentul era dotat cu un pian și un fonograf Victrola (aparat considerat, la acea vreme, o remarcabilă noutate).
A doua strofă descrie un loc de întâlnire pentru cei doritori de întâlniri amoroase. Locul este identificat prin numărul de telefon, JUNcal 12-24. În anii '20 (când sistemul telefonic un era încă automatizat), numerele de telefon erau identificate prin numele centralei (din care numai primele trei litere erau utilizate pentru efectuarea convorbirii) urmate de patru cifre care erau cele ale abonatului din cadrul centralei telefonice respective. Se descrie confortul de care pot beneficia clienții, cât și faptul că acestora li se oferă și cocaină (care era legală în Argentina anilor '20). În continuare, se enumeră serviciile pe care firma le punea la dispoziția celor interesați, gustări în timpul după amiezii, mese cu șampanie și dansuri seara, înainte ca perechile să se retragă. În ambele cazuri, versurile evocă intensitatea întâlnirilor în semiîntunericul camerelor în care îndrăgostiții se retrag.

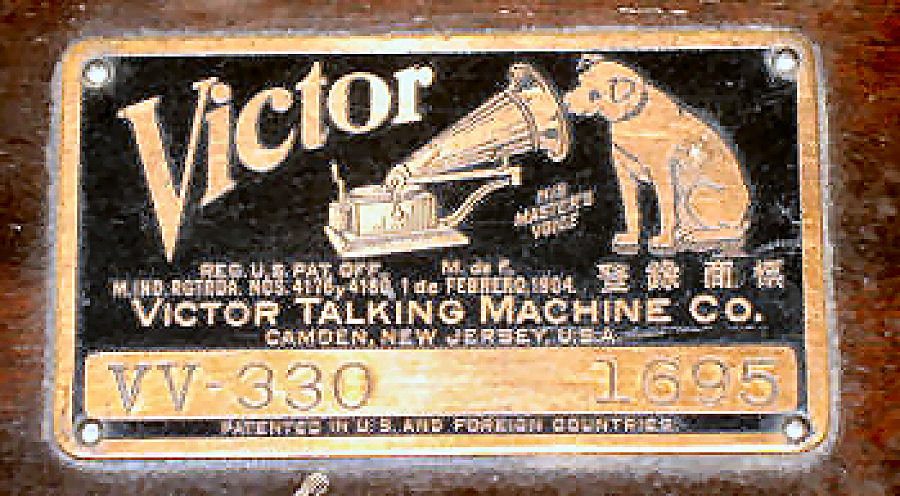
Eticheta fonografelor Victrola

Compozitorul Enrique Santos Discépolo susține că textul scoate în evidență faptul că nu fiecare tangou descrie o idee tristă care poate fi exprimată prin dans. El arată că interpretarea lui Horacio Vargas acompaniat de Edgardo Donato ilustrează  meritele aranjamentelor descrise în cântec cu o satisfacție rafinată. 
În analiza sa din enciclopedia „El Libro del Tango”, poetul Horacio Ferrer a apreciat  că acest tangou este una dintre compozițiile care au avut cel mai mare succes și o permanență mai îndelungată în repertoriile naționale și internaționale. 
Mai puțin entuziast este José Gobello, președintele Academia Porteña del Lunfardo. El consideră că în versurile lui Carlos César Lenzi se evocă mai degrabă un lupanar decât întâlnirea dintre doi îndrăgostiți..
| Text original în limba spaniolă | Traducere în limba română |
| A media luz | În semiîntuneric |

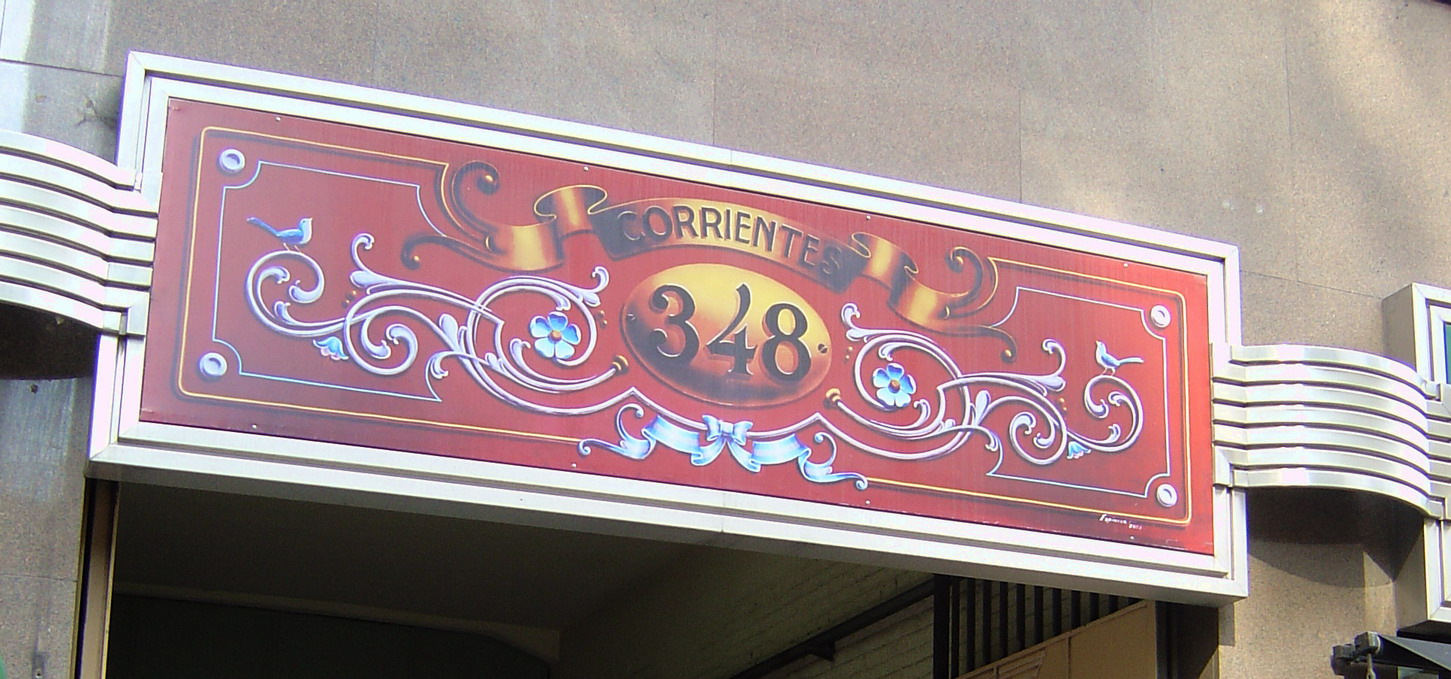
Placa comemorativă de pe clădirea din Avenida Corrientes 348

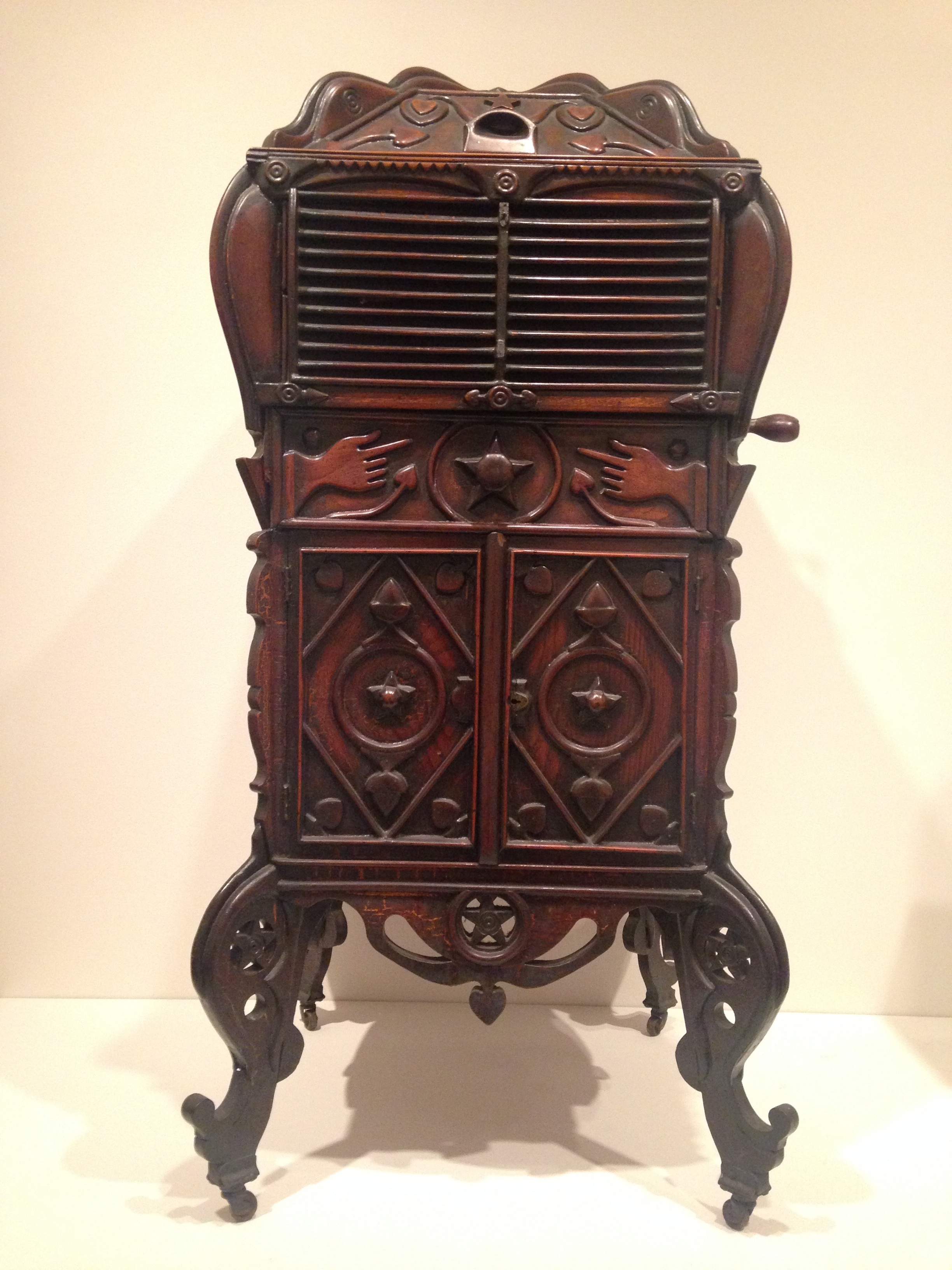
Fonograf Vitrola (cca. 1925)

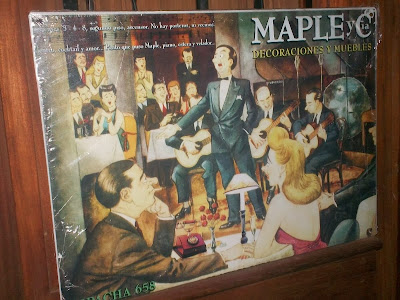
Afiș pentru vânzarea mobilei Maple în Argentina

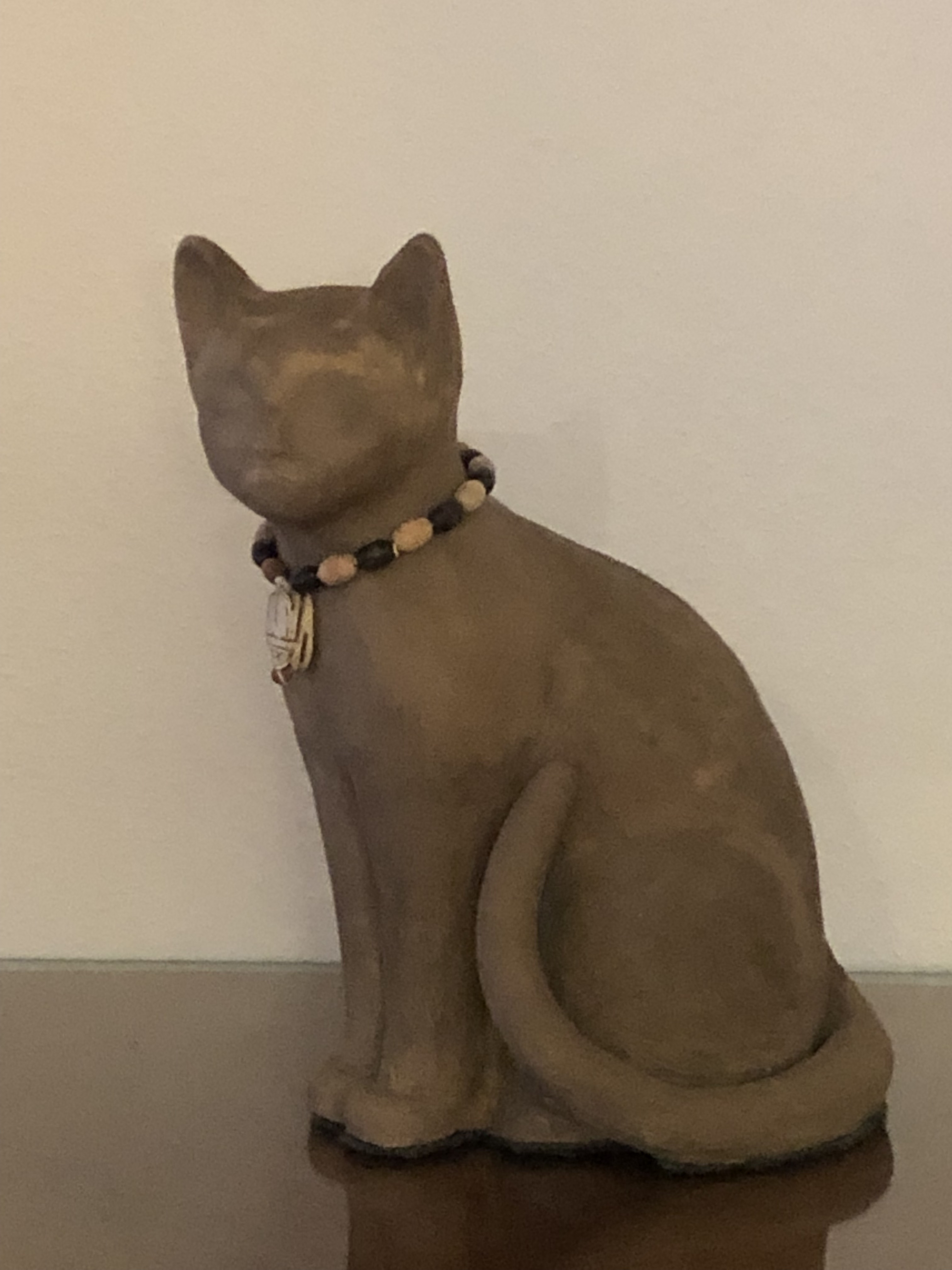
O pisică de porțelan care nu miorlăie de dragoste

| Corrientes tres cuatro ocho Segundo piso ascensor No hay porteros ni vecinos Adentro cocktail y amor Pisito que puso Mapple Piano, estera y velador Un telefónico que contesta Una victrola que llora Viejos tangos de mi flor Y un gato de porcelana Pa' que no maúlle el amor Y todo a media luz Que es un brujo el amor A media luz los besos A media luz los dos Y todo a media luz Crepúsculo interior Que suave terciopelo La media luz de amor Juncal doce veinticuatro Telefonea sin temor De tarde, té con masitas De noche, tango y champán *) Los domingos, té danzante Los lunes desolación Hay de todo en la casita Almohadones y divanes Como en botica, cocó Alfombras que no hacen ruido Y mesa puesta al amor Y todo a media luz Que es un brujo el amor A media luz los besos A media luz los dos Y todo a media luz Crepúsculo interior Que suave terciopelo La media luz de amor | Șoseaua Corrientes 348 Etajul al doilea, ascensor Nu are nici portari, nici vecini În interior; cocktailuri și dragoste Un mic apartament cu mobilă Mapple, Un pian, o carpetă și o noptieră, Un telefonist care răspunde la apeluri Un Victrola care cântă plângând Tangouri vechi din tinerețea mea Și o pisică din porțelan Care să nu miorlăie de dragoste. Și totul în semiîntuneric Cum te vrăjește dragostea! În semiîntuneric, sărutările În semiîntuneric, noi doi. Și totul în semiîntuneric Un crepuscul interior Ce moale și catifelat Este semiîntunericul de dragoste. Juncal 12-24 Telefonați fără teamă După-amiaza ceai și gustări Noaptea, tango și șampanie *) Duminicile, ceaiuri dansante Lunea, pustietate Există orice în această căsuță Perne și canapele Cocaină ca la farmacie, Covoare pentru a împiedica zgomotul Și un dineu care să îmbie la dragoste. Și totul în semiîntuneric Cum te vrăjește dragostea! În semiîntuneric, sărutările În semiîntuneric, noi doi. Și totul în semiîntuneric Un crepuscul interior Ce moale și catifelat Este semiîntunericul de dragoste. |
| • In unele versiuni catar în loc de champán | • In unele versiuni cântece în loc de șampanie |

## Răspândirea tangoului

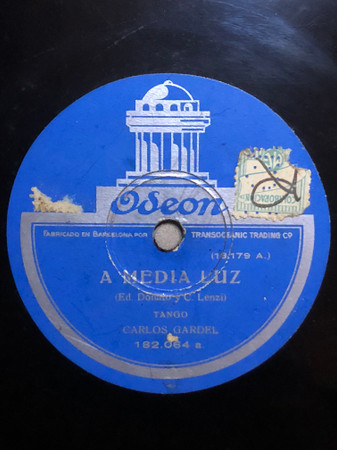
Eticheta cu prima înregistrare a tangoului A media luz interpretat de Carlos Gardel

Succesul tangoului a fost imediat. Partitura a fost imediat publicată de Armando Perrotti, care a semnat imediat piesa la editura sa. Răspândirea tangoului a fost asigurată când Azucena Maizani l-a inclus în repertoriul ei în spectacolele pe care le organiza cu formația ei de revistă la Teatro de la Comedia, în Buenos Aires.Apoi, în 1926, tangoul a fost înregistrat cântat de Carlos Gardel, cu acompaniament de chitare. Mai târziu, în 1928, tot Gardel este cel care, împreună cu orchestra tipică a lui Francisco Canaro, a realizat varianta de interpretare cu orchestră. Imprimările cu faimosul C.Gardel au contribuit la creșterea popularității  tangoului și la răspândirea sa. 

### Interpreți ai tangoului „A media luz”
Tangoul „A media luz” a fost cântat de marea majoritate a cântăreților hispanofoni, printre care: Carlos Gardel în două variante (cu acompaniament de chitare - 1925, apoi și cu orchestra lui Francisco Canaro - 1928), Azucena Maizani (1926), Robert Marino cu orchestra José Padilla (1927), Alma de Silva cu orchestra Manuel Pizzaro (1927), César Alberú cu orchestra Bianco-Bachicha (1927), Rosita Quiroga (1927),Valentin Comero cu orchestra sa (1928), Francisco Spaventa (1930), Mercedes Simone (1932), Carlos Varela cu orchestra Roberto Firpo (1934), Horacio Lagos cu orchestra Edgardo Donato (1936), Libertad Lamarque cu orchestra Mario Maurano (1941), 
și ulterior cu orchestra Chuco Ferrer,Alberto Castillo (1943),  Muñeco Armando Moreno cu orchestra Enrique Rodriguez, Hugo Del Carril (1946), Francisco Fiorentino cu orchestra José Basso (1949), Alberto Arenas cu orchestra Francisco Canaro (1951), Nina Miranda cu orchestra Donato Racciatti (1953), Edmundo Rivero cu orchestra Mario De Marco (1961), Julio Sosa (1962), Luis Alberto del Paranà cu Los Paraguayos (1962), Raúl Del Mar cu orchestra Miguel Caló (1965), Lucho Gatica cu orchestra Miguel Caló (1965), Elba Berón cu cuartetul Anibal Troilo (1968), Argentino Ledesma (1974), Monica Lander (1990), Enzo Valentino cu orchestra Jorge Dragone (1995), Julio Iglesias (1996), Rocio Durcal (Mexic, 2001), Ricardo Montaner (2007), Marcello Bruzza (2008), Fernando Noriega (2009), Miguel Angel Valenzuela Morales (Miguelito) (2010), Roberto Zaguéz (2011) Pasion Vega (2014), Paco Medina(2020), Richard Pereira (Richie) (2021)
Artiști din țări care nu sunt hispanofone au interpretat și ei tangoul „A media luz” în limba spaniolă. Printre aceștia se numără:
Roger Toussaint cu Orquesta Típica Rafael Canaro (Franța, 1936), André Dassary cu orchestra Rapha Brogiotti (Franța, 1957), Nat King Cole (S.U.A., 1962), Claudio Villa (Italia, 1974), Raffaella Carrà (Italia, 1980), Piero Trombetta (Italia), Chesty Morgan (Suedia, 1995), Janet Kapuya (Grecia, 2008), Leonardo Granados (Rusia, 2010), Celia Redmond acompaniată la chitară de André Redmond (S.U.A., 2018), Chiyoko Otsubo (Japonia, 2021). 

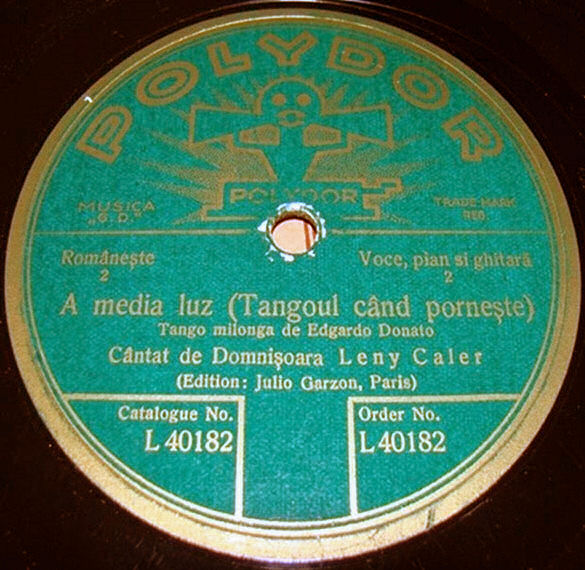
Eticheta discului „Tangoul când pornește"

În diferite țări au fost scrise texte în limbile acestora. Printre acestea se numără:
- România: „Tangoul când pornește”, interpretat de Leni Caler (1926), textul versurilor fiind:

„Tangoul când pornește
Cu pași lascivi, ușori,

Necruțător lovește

Dorințe și fiori,

Tangoul m-amețește

Parfum îmbătător

Pasiunea mea vorbește

E dansul meu de-amor.”
- Norvegia: „Fortell meg, Mary-Ann!” („Spune-mi, Mary-Ann!”); textul de Egil Hagen; interpretat de Egil Jacobsen cu orchestra condusă de Rolf Syversen (1948) [41]
- Finlanda: „Kun yö on Valoton” („Doar o noapte pe Valoton”); textul de Kyllikki Solanterä; interpretat inițial de Henry Theel (1947), reluat apoi de Sauli Lehtonen și Marko Maunuksela.
- Statele Unite: „When I look into your eyes!” („Când mă uit în ochii tăi!”); textul de Dorcas Cochran; interpretat de Percy Faith (1952)
- Italia: „A Mezza Luce” (,,În penumbră''; același titlu ca și originalul, dar tradus în italiană); interpretat de Gigliola Cinquetti (1965)
- Italia: „Guardando intorno a te” („Privind în jurul tău”); interpretat de Milva (1968)
- Franța: „Ne sois pas si jalouse!” („Nu fi așa de geloasă!”); textul de André Hornez; interpretat de Jack Lantier (1969)

Niciunul dintre aceste texte nu are legătură cu textul original al lui Carlos César Lenzi. Niciunul, poate cu excepția celui finlandez, nu a avut longevitate.

### Variante instrumentale

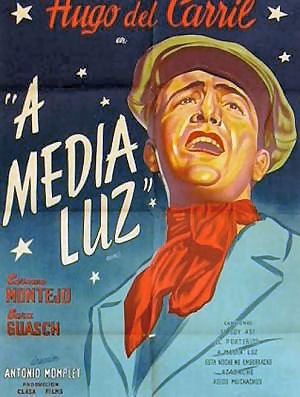
Afișul fllmului mexican "A media luz" cu Hugo del Carril în rolul principal

Pe lângă acestea trebuie menționate variantele pur instrumentale înregistrate de orchestrele conduse de: Louis Katzman & Los Floridians (S.U.A.,1928), Marek Weber (Germania,1929), Francisco Canaro (1935), Eduardo Bianco (1936-'38), Juan d’Arienzo (1940), Alfonso D'Artega (1942), Robert Gaden (Germania), Stanley Black (1950), Alfredo Gobbi (1955), Alfredo De Angelis (1956), Horacio Salgán (1960), Wandy Tworek (Danemarca), Alfred Hause (Germania,1965), Astor Piazzola (1967), Annunzio Paolo Mantovani (Italia,1968), José Basso (1970), Pedro Mesías (1971), Ray Conniff (Anglia,1977), James Last (Germania,1981), Alberto Negri-Divorne (1995).
Unele formații au interpretat melodia în ritm de bolero în loc de tango-milonga. Dintre acestea pot fi menționate: „Los 5 Latinos" (Argentina, 1959), ,,Trío Los Panchos” (Mexic,1962) și Claudius Alzner (Austria,1967)
Tangoul a fost interpretat de soliști la diferite instrumente, uneori acompaniați de o orchestră. Dintre aceștia sunt de menționat: Ramón Littee la bandoneon, Mario Battaini (2012)  la acordeon,   Giuseppe Torrisi (2020) la chitară și Camilo (Camilo Echeverry) (2019) 
Recent, tangoul „A media luz” a ajuns să fie inclus în repertoriul orchestrelor simfonice printre care Orquesta Sinfónica de Buenos Aires, Orquesta Sinfónica Teatro Castelar din Elda (Alicante, Spania) și Orquesta Sinfónica del Sodre (Montevideo, Uruguay).

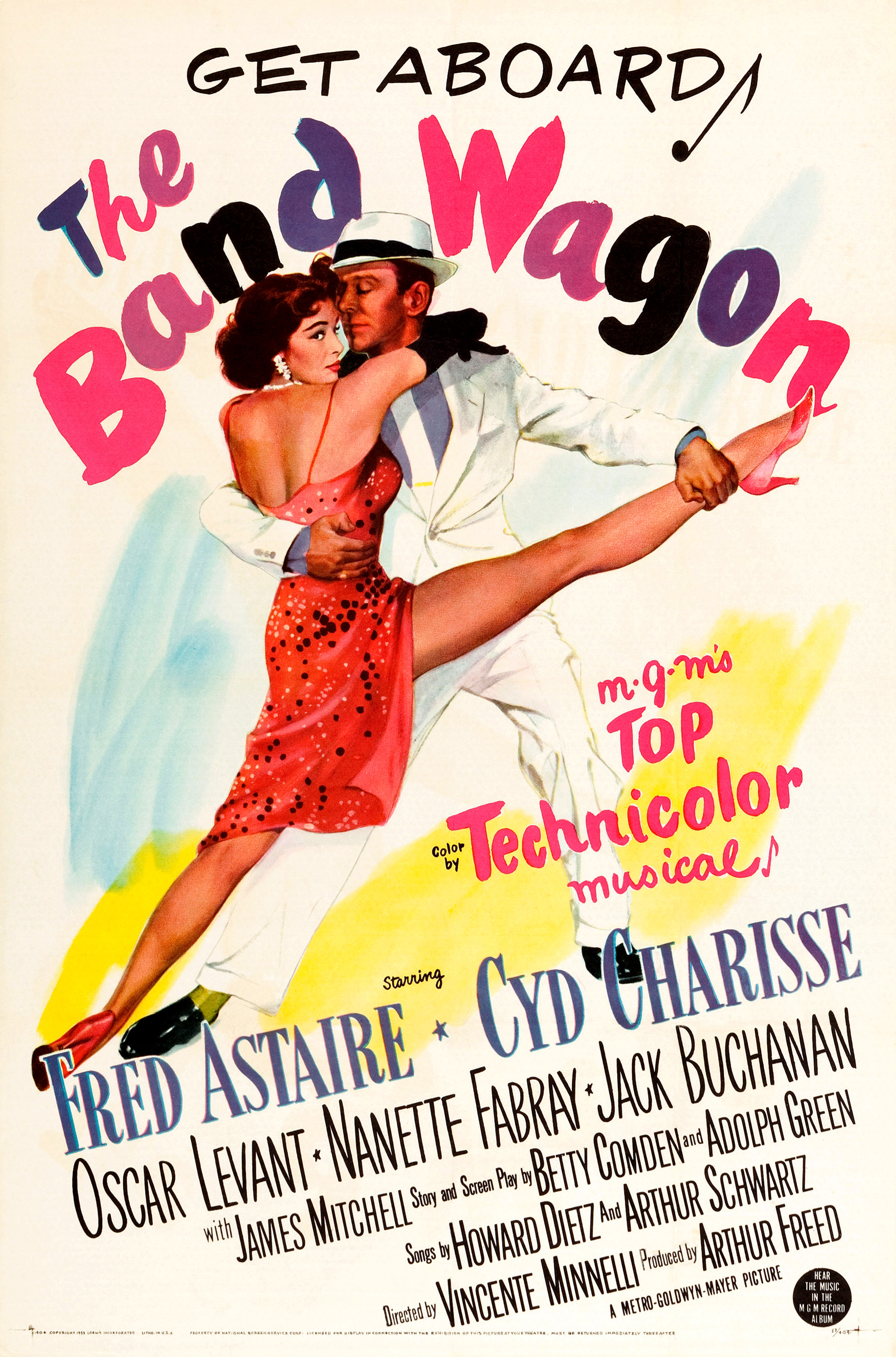
Afișul filmului Band Wagon

## Tangoul „A media luz” în cinematografie
Tangoul „A media luz” a fost prezentat în diferite producții cinematografice, printre care:.
- Filmul mexican „A media luz” (1947) regizat de Antonio Momplet cu Hugo del Carril, Carmen Montejo, Sara Guasch, Fanny Schiller și Felipe Montoya. În film, tangoul este interpretat de Hugo del Carril [53]
- Filmul american „The Band Wagon" (1953) regizat de Vincente Minelli în care Fred Astaire și Cyd Charisse dansează o variantă americană a tangoului argentinian[54]

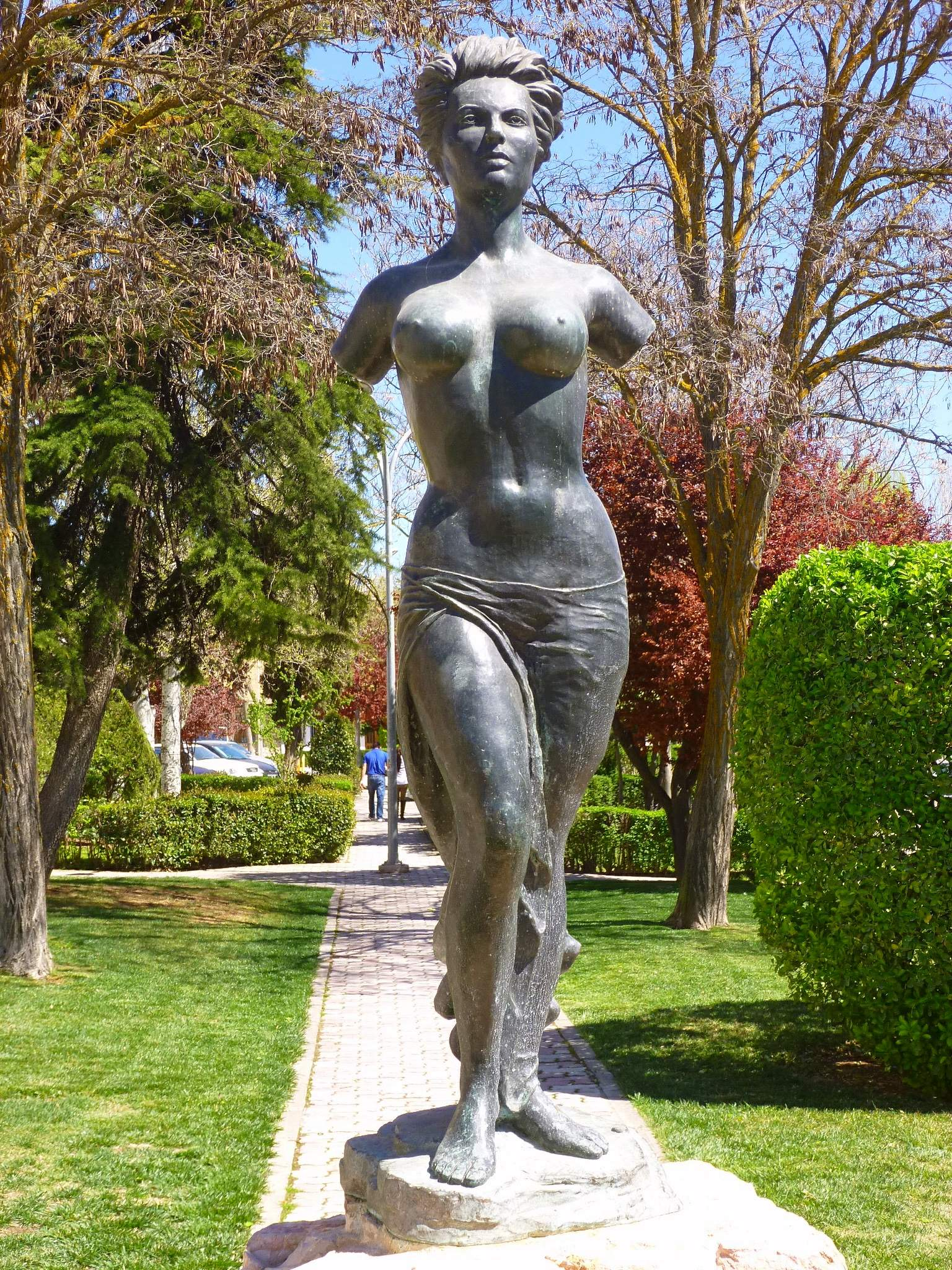
Statuia Saritei Montiel din Campo de Criptana, Provincia Ciudad Real, Spania

- Filmul mexican „Escuela de música” (1955) dirijat de Miguel Zacarías cu Pedro Infante, Libertad Lamarque, Luis Aldás, Roberto Gonzáles și Georgina Barragán, tangoul fiind interpretat de Libertad Lamarque[55]
- Filmul spaniol „Mi último tango” (1960) dirijat de Luis César Amadori, cu Sara Montiel, Maurice Ronet și Isabel Garcés în rolurile principale, tangoul fiind interpretat de Sara Montiel [56]

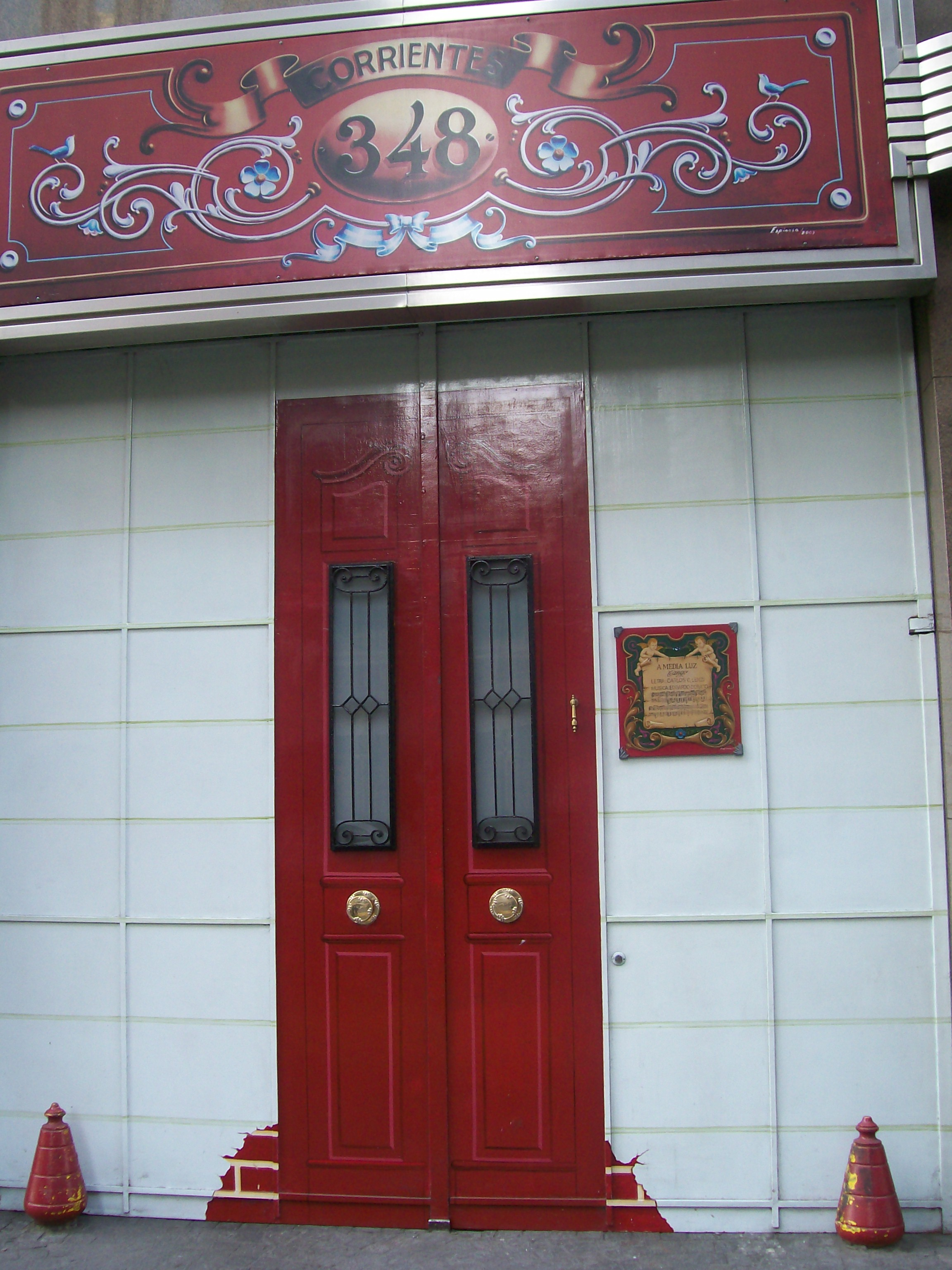
Portalul de intrare al clădirii din Avenida Corrientes 348

## Locațiile tangoului
Locațiile menționate în textul tangoului sunt imaginare. Niciunul din cei doi autori nu știau ce se afla în clădirea din Avenida Corrientes 348, din moment ce locuiau la Montevideo. Când compozitorul Edgardo Donato s-a dus în Argentina, la câțiva ani după lansarea tangoului, a constat că în clădirea respectivă se afla o lustragerie dar niciun apartament de tipul celor descrise. Totuși renumele tangoului atrage numeroși turiști să viziteze amplasamentul respectiv, unde în prezent se află un bloc de locuit, Pentru marcarea amplasamentului, deasupra portalului a fost montată o placă comemorativă, care cu câțiva în urmă a fost furată de doritori de suveniruri și a fost înlocuită.
Se pare că turiști mai puțin informați caută și adresa Juncal 1224, ignorând faptul că în cântec este vorba despre un număr de telefon. 